# Grzegorz Stępniak
Grzegorz Stępniak, né le 24 avril 1989, est un coureur cycliste polonais. Durant sa carrière, il s'illustre au sprint et remporte notamment le Tour d'Estonie à deux reprises en 2016 et 2018.

## Biographie
Grzegorz Stępniak remporte le contre-la-montre de la course Pologne-Ukraine en 2009. Sur piste, il est médaillé de bronze de la poursuite par équipes aux championnats d'Europe espoirs. L'année suivante, il remporte le bronze sur l'omnium des championnats d'Europe espoirs. Au cours de la saison 2011, il gagne deux autres étapes de Pologne-Ukraine. À partir de 2012, il court pour l'équipe polonaise CCC Polsat Polkowice. Au cours de sa première année là-bas, il s'adjuge deux étapes  du Bałtyk-Karkonosze Tour et une du Dookoła Mazowsza.
En 2013 et 2014, il décroche sept victoires d'étapes sur des courses en Pologne. En 2015, il remporte le classement général du Dookoła Mazowsza. En 2016 et 2018, il est lauréat du Tour d'Estonie. Il arrête sa carrière à la fin de la saison 2019.
En juin 2022, il est révélé qu'il souffre d'une myasthénie grave, une maladie du système immunitaire qui provoque une extrême faiblesse du corps.  Pour cette raison, il n'est pas autorisé à travailler et une collecte de fonds est organisée en sa faveur.

## Palmarès sur route

### Par année
- 2008
  - Prix de Pommiers-en-Forez
- 2009
  - 4e étape de Pologne-Ukraine (contre-la-montre)
- 2011
  - 5e et 6e étapes de Pologne-Ukraine
- 2012
  - 2e et 3e étapes du Bałtyk-Karkonosze Tour
  - 2e étape du Dookoła Mazowsza
- 2013
  - 1re, 2e, 4e et 5e étapes du Bałtyk-Karkonosze Tour
  - 1re et 5e étapes du Dookoła Mazowsza
  - 2e du Mémorial Andrzej Trochanowski
- 2014
  - 3e étape de la Course de Solidarność et des champions olympiques
  - 2e du Puchar Ministra Obrony Narodowej
- 2015
  - 2e étape du Bałtyk-Karkonosze Tour
  - Classement général du Dookoła Mazowsza
  - 2e du Puchar Ministra Obrony Narodowej
  - 3e du Velothon Stockholm
- 2016
  - Tour d'Estonie :
    - Classement général
    - 1re étape
- 2017
  - 3e étape du Szlakiem Walk Majora Hubala
  - 1re étape de la Course de Solidarność et des champions olympiques
  - 2e du Mémorial Andrzej Trochanowski
  - 2e du Dookoła Mazowsza
- 2018
  - Tour d'Estonie
  - 3e du Dookoła Mazowsza
- 2019
  - 1re étape de la Szlakiem Walk Majora Hubala
  - 2e de la Szlakiem Walk Majora Hubala
  - 2e du Dookoła Mazowsza

### Classements mondiaux
| Année                                 | 2011  | 2012 | 2013 | 2014 | 2015 | 2016 | 2017 | 2018 | 2019 |
| ------------------------------------- | ----- | ---- | ---- | ---- | ---- | ---- | ---- | ---- | ---- |
| Classement mondial                    |       |      |      |      |      | 482e | 494e | 361e | 464e |
| UCI Europe Tour                       | 1054e | 709e | 205e | 363e | 91e  | 271e | 267e | 188e | 362e |
| UCI Asia Tour                         | nc    | nc   | nc   | nc   | 156e | nc   | nc   | nc   |      |
|                                       |       |      |      |      |      |      |      |      |      |
| Légende : nc = non classéSource : UCI |       |      |      |      |      |      |      |      |      |

## Palmarès sur piste

### Championnats du monde
- Ballerup 2010
  - 14e de la poursuite par équipes
  - 16e de l'omnium

### Championnats d'Europe
- Minsk 2009
  -  Médaillé de bronze de la poursuite par équipes espoirs
- Saint-Pétersbourg 2010
  -  Médaillé de bronze de l'omnium espoirs

### Championnats nationaux
- 2009
  -  Champion de Pologne de poursuite par équipes (avec Paweł Brylowski, Mateusz Nowaczek et Dawid Głowacki)
  -  Champion de Pologne du scratch
  - 3e du championnat de Pologne de poursuite
- 2010
  -  Champion de Pologne de poursuite par équipes (avec Paweł Brylowski, Łukasz Bujko et Dawid Głowacki)
  - 2e du championnat de Pologne de l'omnium